# تامار ملکومیان
تامار باغداساری ملکومیان (ارمنی: Թամար Բաղդասարի Մելքումյան؛  ۱۳ دسامبر ۱۹۱۴ – ۴ اکتبر ۱۹۸۱) یک بازیگر اهل ارمنستان بود. وی بین سال‌های - تا - میلادی فعالیت می‌کرد.

## زندگی‌نامه
وی در ۲۶ دسامبر [سبک قدیمی: ۱۳ دسامبر] ۱۹۱۴ در باکو به دنیا آمد . وی همچنین برندهٔ جوایزی همچون هنرمندی مردمی أذربایجان شوروی (۱۹۶۱) شده است. وی در ۴ اکتبر ۱۹۸۱ در سن ۶۶ سالگی در استپاناکرت درگذشت.